# 케렘 데미르바이
케렘 데미르바이(독일어: Kerem Demirbay, 1993년 7월 3일 ~ )는 독일의 축구 선수로, 현재 튀르키예 쉬페르리그의 갈라타사라이에서 미드필더로 활약하고 있다.